# トビ島

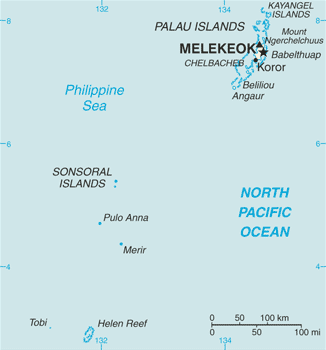
パラオの地図。左下のTobiがトビ島

トビ島(Tobi)は西太平洋に浮かぶパラオの島。トコベ、トコベイなどとも呼ばれる。
ハトホベイ州に属しており、人口は30人で州内人口のほぼ全員が同島に居住している。島内住民のほとんどが島の西部に住んでおり、トビ語を話す。面積はおおよそ長さ1.6km、幅0.8kmで、面積は0.85km2。
ハトホベイ州の他の島々は国境警備隊がいるほかは天候不順時の基地として使われる程度である。なお、トビ島、ヘレン環礁、トランジット環礁、およびソンソロール州各島がパラオの南西諸島である。
日本統治時代には、島内の名産品としてトコベイ人形が存在した。

## 関連画像
- トビ北西部の様子
- 1971年のトビ島のバイ

座標: 北緯03度00分22秒 東経131度07分26秒 / 北緯3.00611度 東経131.12389度